# (36897) 2000 SB172
2000 SB172 (asteroide 36897) é um asteroide da cintura principal. Possui uma excentricidade de 0.10856780 e uma inclinação de 14.38123º.
Este asteroide foi descoberto no dia 27 de setembro de 2000 por LINEAR em Socorro.